# Equémbroto
Equémbroto fue un letrista y poeta antiguo griego arcadio. Se caracterizó por la producción de cantos en forma de elegía. Participó en los Juegos Píticos, el tercer año de los 48.º juegos olímpicos de 586 a. C., ganando varias competiciones de canto con flautas y liras. Según Pausanias, Equémbroto  ofreció un trípode de bronce a Heracles cuando este ganó en los Juegos Anfictiónicos. Las competiciones líricas y de flauta fueron eliminados del segundo pítico, por lo que sería la última vez que este género musical formó parte de las olimpíadas.: 3 